# Matt Pelech
Matthew "Matt" Pelech, född 4 september 1987, är en kanadensisk professionell ishockeyspelare som spelar för Schwenninger Wild Wings i Deutsche Eishockey Liga (DEL). Han har tidigare spelat på NHL-nivå för Calgary Flames och San Jose Sharks och på lägre nivåer för Quad City Flames, Abbotsford Heat, Worcester Sharks och Rochester Americans i AHL, Utah Grizzlies i ECHL och Sarnia Sting, London Knights och Belleville Bulls i OHL.
Pelech draftades i första rundan i 2005 års draft av Calgary Flames som 26:e spelare totalt.
Han är äldre bror till ishockeyspelaren Adam Pelech som är kontrakterad till NHL-organisationen New York Islanders och spelar för deras primära samarbetspartner Bridgeport Sound Tigers i AHL och brorson till Mike Gillis, som var president och general manager för Vancouver Canucks mellan 2008 och 2014.

## Statistik
| 2002–2003   | Vaughan Kings Minor Midget AAA | GTHL        | 44  | 3  | 13 | 16 | 113  | —  | — | — | — | —  |
| 2003–2004   | Sarnia Sting                   | OHL         | 62  | 4  | 6  | 10 | 39   | 5  | 0 | 1 | 1 | 12 |
| 2004–2005   | Sarnia Sting                   | OHL         | 31  | 1  | 5  | 6  | 74   | —  | — | — | — | —  |
| 2005–2006   | Sarnia Sting                   | OHL         | 18  | 0  | 2  | 2  | 59   | —  | — | — | — | —  |
|             | London Knights                 | OHL         | 34  | 1  | 7  | 8  | 80   | 19 | 0 | 0 | 0 | 48 |
| 2006–2007   | Belleville Bulls               | OHL         | 69  | 6  | 28 | 34 | —    | —  | — | — | — | —  |
| 2007–2008   | Quad City Flames               | AHL         | 77  | 3  | 6  | 9  | 141  | —  | — | — | — | —  |
| 2008–2009   | Calgary Flames                 | NHL         | 5   | 0  | 3  | 3  | 9    | —  | — | — | — | —  |
|             | Quad City Flames               | AHL         | 59  | 3  | 6  | 9  | 130  | —  | — | — | — | —  |
| 2009–2010   | Abbotsford Heat                | AHL         | 42  | 2  | 8  | 10 | 125  | 13 | 0 | 4 | 4 | 31 |
| 2010–2011   | Abbotsford Heat                | AHL         | 59  | 3  | 2  | 5  | 198  | —  | — | — | — | —  |
| 2011–2012   | Worcester Sharks               | AHL         | 59  | 1  | 7  | 8  | 168  | —  | — | — | — | —  |
| 2012–2013   | San Jose Sharks                | NHL         | 2   | 0  | 0  | 0  | 7    | —  | — | — | — | —  |
|             | Worcester Sharks               | AHL         | 58  | 3  | 4  | 7  | 238  | —  | — | — | — | —  |
| 2013–2014   | San Jose Sharks                | NHL         | 6   | 1  | 0  | 1  | 22   | —  | — | — | — | —  |
|             | Worcester Sharks               | AHL         | 32  | 1  | 3  | 4  | 73   | —  | — | — | — | —  |
| 2014–2015   | Utah Grizzlies                 | ECHL        | 15  | 2  | 9  | 11 | 44   | 11 | 1 | 4 | 5 | 53 |
|             | Rochester Americans            | AHL         | 39  | 0  | 2  | 2  | 80   | —  | — | — | — | —  |
| 2015–2016   | Schwenninger Wild Wings        | DEL         | 16  | 4  | 3  | 7  | 10   | —  | — | — | — | —  |
| NHL totalt  | NHL totalt                     | NHL totalt  | 13  | 1  | 3  | 4  | 38   | —  | — | — | — | —  |
| AHL totalt  | AHL totalt                     | AHL totalt  | 425 | 18 | 36 | 54 | 1153 | 13 | 0 | 4 | 4 | 31 |
| DEL totalt  | DEL totalt                     | DEL totalt  | 16  | 4  | 3  | 7  | 10   | —  | — | — | — | —  |
| ECHL totalt | ECHL totalt                    | ECHL totalt | 15  | 2  | 9  | 11 | 44   | 11 | 1 | 4 | 5 | 53 |
| OHL totalt  | OHL totalt                     | OHL totalt  | 203 | 11 | 50 | 61 | 423  | 36 | 0 | 4 | 4 | 82 |